# Ехион
Ехион в древногръцката митология е името на:
- син на Хермес и Антианейра, малийска принцеса. Взема участие в похода на аргонавтите.
- син на Портей. Един от войните, скрити в Троянския кон. [1]
- Един от женихите на Пенелопа [2]
- Спартанец баща на Пентей от Агава.